# Ꙭ
Ꙭ (minuscule : ꙭ), appelé double o monoculaire ou double o pointé, est une lettre archaïque de l’alphabet cyrillique utilisée dans l’écriture du vieux slave.

## Utilisation
Le double o monoculaire peut être trouvé dans certains manuscrits, où il sert à noter la forme duelle ou plurielle du mot œil, comme dans ꙭчи (« deux yeux »).

## Représentations informatiques
Le double o monoculaire peut être représenté avec les caractères Unicode suivants :
| formes    | représentations | chaînes de caractères | points de code | descriptions                                     |
| --------- | --------------- | --------------------- | -------------- | ------------------------------------------------ |
| capitale  | Ꙭ               | Ꙭ                     | U+A66C         | lettre majuscule cyrillique double o monoculaire |
| minuscule | ꙭ               | ꙭ                     | U+A66D         | lettre minuscule cyrillique double o monoculaire |